# Suore nazarene della Passione
Le Suore nazarene della Passione sono una società femminile di vita apostolica di diritto diocesano.

## Storia
La compagnia fu fondata il 21 novembre 1865 a Torino da Marcantonio Durando, prete della missione, con l'aiuto di Luisa Borgiotti.
Alcune ragazze sotto la direzione spirituale di Durando espressero l'intenzione di abbracciare la vita religiosa ma, secondo le leggi canoniche del tempo, i loro natali illegittimi impedivano loro l'ingresso in religione.
Durando le riunì in una "associazione privata e secolare di figlie" e le affidò alla guida della Borgiotti: diede loro il fine specifico di assistere i malati a domicilio e una spiritualità fondata sulla devozione alla Passione di Gesù.
In origine il loro nome era "Figlie della Passione di Gesù Nazareno", ma nel 1964 il loro titolo fu semplificato in "Suore Nazarene".
Nel 1901 la compagnia fu affiliata alle Figlie della carità di San Vincenzo de' Paoli e il loro superiore fu sempre un prete della missione della provincia vincenziana di Torino.

## Attività e diffusione
Le nazarene si dedicano alla cura degli ammalati, all'assistenza ai bambini e a tutte le opere di carità e apostolato segnalate come urgenti dalla Chiesa.
Il loro abito tradizionale è nero, con cuffia bianca, velo e fascia neri, e reca sul davanti i segni degli strumenti della Passione di Cristo.
Oltre che in Italia, la compagnia è attiva in Madagascar; la direzione della società e a Torino.
Nel 1978 la congregazione contava 124 suore e 9 case.